# Bagnoli del Trigno
Bagnoli del Trigno é uma comuna italiana da região do Molise, província de Isérnia, com cerca de 877 habitantes. Estende-se por uma área de 36 km², tendo uma densidade populacional de 24 hab/km². Faz fronteira com Civitanova del Sannio, Duronia (CB), Pietracupa (CB), Salcito (CB).

## Demografia
| Variação demográfica do município entre 1861 e 2011                               |
|                                                                                   |
| Fonte: Istituto Nazionale di Statistica (ISTAT) - Elaboração gráfica da Wikipedia |